# Oxycheilinus
Oxycheilinus es un género de peces de la familia de los Labridae y del orden de los Perciformes.

## Especies
Existen 10 especies de este género, de acuerdo con FishBase:
- Oxycheilinus arenatus (Valenciennes en Cuvier y Valenciennes, 1840) [3]
- Oxycheilinus bimaculatus (Valenciennes en Cuvier y Valenciennes, 1840) [4]
- Oxycheilinus celebicus (Bleeker, 1853)[5]
- Oxycheilinus digramma (Lacépède, 1801) [6]
- Oxycheilinus lineatus Randall, Westneat y Gomon, 2003  [7]
- Oxycheilinus mentalis (Rüppell, 1828)[8]
- Oxycheilinus nigromarginatus Randall, Westneat y Gomon, 2003[7]
- Oxycheilinus orientalis (Günther, 1862)[3]
- Oxycheilinus rhodochrous (Günther en Playfair y Günther, 1867) [9]
- Oxycheilinus unifasciatus (Streets, 1877)[4]